# Kockums KL-420
Der KL-420 ist ein Großmuldenkipper des schwedischen Herstellers Kockums, der in den 1960er- und frühen 1970er-Jahren in den Versionen KL-420 und LT-2A hergestellt wurde. Er ist für die Beförderung großer Abraummengen in Tagebauen und Großbaustellen mit schwierigen Bedingungen konzipiert.

## Entwicklungsgeschichte
Der KL-420 wurde bei Kockums in Malmö entwickelt. Kockums baute 1962 zunächst vier Prototypen mit der Bezeichnung LT-18. Das Serienmodell wurde ab 1963 zunächst als LT-2A angeboten und 1965 in KL-420 umbenannt. Das Lkw-Modell war international sehr erfolgreich, insgesamt wurden 920 Fahrzeuge in den Versionen LT-2A und KL-420 verkauft. Der KL-420 war die Basis für weitere Muldenkippermodelle des Herstellers.

## Technik
Der Starrrahmen-Muldenkipper ist ein zweiachsiger Frontlenker mit der Radformel 4×2 mit Kippmulde. Die Hinterachse ist zwillingsbereift. Der kurze Radstand ermöglicht einen Wenderadius von 7,3 m. Der Motor ist ein Scania-Vabis-DS-Dieselmotor, der Fahrantrieb ist dieselmechanisch. Das Getriebe kam ebenfalls von Scania-Vabis. Die Hinterachse wurde bei den ersten Serienmodellen aus den USA zugekauft, später kam sie von ZF.
Die Einmannkabine sitzt links neben dem Motorraum über dem linken Vorderrad, die Kippmulde kann mit einem Hydraulikzylinder aus der Waagerechten in die Kippstellung gebracht werden, maximal 20 Tonnen können transportiert werden.
Übersicht über die technischen Daten
|                       | Kockums KL-420     | Kockums LT-2A      |
| --------------------- | ------------------ | ------------------ |
| Leermasse             | 15,7 t             | 15 t               |
| Nutzlast              | 20 t               | 18 t               |
| Zulässige Gesamtmasse | 35,7 t             | 33 t               |
| Motor                 | Scania-Vabis DS 11 | Scania-Vabis DS-10 |
| Leistung              | 180 kW (245 PS)    | 162 kW (220 PS)    |
| Höchstgeschwindigkeit | 45 km/h            | 45 km/h            |